# Otto Schrappe
Otto Schrappe (* 10. Oktober 1924 in Kösen, Provinz Sachsen; † 12. Dezember 1983) war ein deutscher Psychiater und Hochschullehrer.

## Leben und Werk
Schrappe studierte nach dem Schulabschluss Medizin und promovierte zum Dr. med. 1958 wurde er Privatdozent im Fach Neurologie und Pathologie an der Universität Hamburg, 1959 wechselte er an die Universität Marburg. Er war bis 1969 Oberarzt an der Universitätsnervenklinik in Marburg. 1970 wurde er zum ordentlichen Professor der Psychiatrie sowie zum Direktor der Universitätsnervenklinik Würzburg ernannt.
Spezialisiert hatte sich Schrappe auf endogene Psychologie, Neuropathologie und Psychopharmakologie.

## Schriften (Auswahl)
- Die ätiologische und pathogenetische Bedeutung nicht-endogener Faktoren für die Schizophrenie. Stuttgart 1959.
- als Hrsg. mit Gerhardt Nissen: Universitäts-Nervenklinik. Beiträge anläßlich der Inbetriebnahme des Neubaues. Würzburg 1982.
- (Hrsg.): Methoden der Behandlung von Alkohol-, Drogen- und Medikamentenabhängigkeit. Stuttgart, New York 1983.
- (Hrsg.): Endogene Depression. Stuttgart, New York 1984.